# 556 (số)
556 (năm trăm sáu mươi)(số La Mã: DLVI)là một số tự nhiên ngay sau số 555 và ngay trước số 557.